# Innerbetriebliche Leistungsverrechnung
Die innerbetriebliche Leistungsverrechnung (ILV) hat in Unternehmen als sekundäre Kostenverrechnung die Aufgabe, die zwischen mehreren Kostenstellen auftretenden innerbetrieblichen Leistungen zu verrechnen.

## Allgemeines
Betriebszweck in der Produktionswirtschaft ist die Produktion von marktreifen Produkten und Dienstleistungen und deren Vertrieb auf dem Markt. Um den hierfür notwendigen Produktionsprozess zu verwirklichen, sind oft innerhalb eines Unternehmens Leistungen von einer auftragnehmenden Abteilung (Kostenstelle) für eine auftraggebende erforderlich, wobei die hierdurch entstehenden Kosten der auftragnehmenden Abteilung der auftraggebenden im Wege der Umlage belastet werden dürfen. Dies ist der Kern der ILV. Innerbetriebliche Leistungen sind beispielsweise die Reparatur oder Wartung von Maschinen oder auch ein Rechtsgutachten der Rechtsabteilung für die Vertriebsabteilung.
Die Betriebswirtschaftslehre kennt zwei Leistungen, und zwar die Fremdleistung und die Eigenleistung. Fremdleistungen sind alle von außerhalb eines Unternehmens stammenden Vorleistungsgüter von Lieferanten/Zulieferern, die zwecks Weiterverarbeitung zu einem Endprodukt beschafft werden. Eigenleistungen werden im eigenen Unternehmen erbracht und entstehen im Zusammenhang mit der Herstellung oder Reparatur/Wartung eigener Anlagen oder sonstiger innerbetrieblicher Dienstleistungen (Stabsstellen wie Personalabteilung, Rechnungswesen, Rechtsabteilung, interne Revision,  Verwaltung). Während die Kosten von Fremdleistungen direkt in der Beschaffung als Anschaffungskosten (Primärkosten) anfallen, entstehen Eigenleistungen auf so genannten sekundären Kostenstellen (Sekundärkosten). Deren Aufgabe ist es, innerbetriebliche Leistungen zu erstellen und bereitzustellen. Diese innerbetrieblichen Leistungen bedürfen einer Leistungsverrechnung zwischen Haupt-, Neben- und Hilfskostenstellen.

## Arten
Die innerbetriebliche Leistungsverrechnung besteht im Hinblick auf die Kostenträger aus zwei Arten, dem Anlagenauftrag und dem Gemeinkostenauftrag:
- Der Anlagenauftrag wie beispielsweise die Eigenfertigung von Anlagen (selbst erstellte Maschinen oder Arbeitsmittel wie Werkzeuge) muss als aktivierte Eigenleistungen aktiviert werden.
- Der Gemeinkostenauftrag (etwa elektrischer Strom aus Eigenerzeugung, selbst durchgeführte Reparaturen und Wartungen) löst Gemeinkosten aus, die in der Gewinn- und Verlustrechnung erscheinen. Hierzu hat Lothar Haberstock folgende Übersicht erstellt:[3]

```
                                                  
Kostenträger

                          ┌─────────────────────────────┴─────────────────────────┐
                      
Produkte
                                   innerbetriebliche Leistungen
             ┌────────────┴───────────┐                          ┌────────────────┴────────────────┐
           
Kundenauftrag
      
Lagerauftrag
               
Anlagenauftrag
                
Gemeinkostenauftrag
```

Der Gemeinkostenauftrag erscheint in der Gewinn- und Verlustrechnung, wird zwischen den beteiligten Kostenstellen durch Umlage der Gemeinkosten verrechnet und belastet die Ertragslage.

## Verrechnung
Wenn die in der Kostenrechnung erfassten Kosten den sie verursachenden Haupt-, Neben- und Hilfskostenstellen angelastet sind, müssen in einem nächsten Arbeitsschritt die zwischen den Kostenstellen angefallenen innerbetrieblichen Leistungen abgerechnet werden. In der innerbetrieblichen Leistungsverrechnung werden ausschließlich Sekundärkosten verteilt. Das Problem ihrer Verrechnung kann durch verschiedene Methoden gelöst werden:
- Innerbetriebliche Leistungsverrechnung,
- Zuschlagsverfahren oder
- Umlageverfahren.

Im Regelfall wird versucht, die zu verrechnenden Kosten möglichst entsprechend der Kostenverursachung zu belasten. Oft muss jedoch ein Kompromiss gefunden werden zwischen möglichst genauer Erfassung der kostenverursachenden Kausalbeziehungen und einem wirtschaftlichen Erfassungs- und Verrechnungsaufwand.
Um eine ILV durchführen zu können, müssen folgende Parameter bekannt sein:
- Leistende Kostenstelle,
- Empfangende Kostenstelle, empfangender Auftrag, Kostenträger oder sonstiges kostentragendes Kontierungsobjekt,
- Kostensatz der leistenden Kostenstelle für die gegebene Leistungsart und
- Menge der bezogenen Leistung pro Kostenstelle.

Die verrechneten Kosten werden der leistenden Kostenstelle entlastet und den empfangenden Kostenstellen belastet. Die Leistungen sind durch ihre jeweilige Leistungsart (Bezugsgröße) charakterisiert und sind in dem Sinne gleichförmig, dass die abgegebene Leistung über eine Leistungsmenge gemessen werden kann. Die verrechneten Kosten ergeben sich aus dem Produkt von Leistungsmenge und Kostensatz.

## Verfahren der innerbetrieblichen Leistungsverrechnung
Die grundlegende Problematik ist, dass dieselbe Kostenstelle, die von einer anderen Kostenstelle Leistungen als sekundäre Gemeinkosten erhält, selbst auch Leistungen abgeben kann. So können auch Hilfskostenstellen untereinander Leistungen austauschen. Die „Hilfskostenstelle Reparatur“ kann beispielsweise ihre Leistungen solange nicht kalkulieren und verteilen, bis sie die sekundären Gemeinkosten der „Hilfskostenstelle Strom“ kennt, von der sie für die Reparatur Stromlieferungen bezogen hat. Solche simultanen Leistungsverrechnungen können nur mit anspruchsvollen mathematischen Verfahren korrekt abgebildet werden. Wegen des großen Aufwands, der bei der Verrechnung erforderlich ist, gibt es folgende alternative Näherungsverfahren:
- Das Anbau- bzw. Blockverfahren berücksichtigt keine Leistungsverrechnungen von vorgelagerten Kostenstellen und ist daher ein sehr grobes Verfahren. Es sollte möglichst nicht zur Anwendung kommen, da das Ergebnis nicht die tatsächlichen Gegebenheiten widerspiegelt.
- Das Stufenleiterverfahren (bzw. Treppenverfahren) setzt voraus, dass die Abhängigkeiten in den Leistungsbeziehungen so angeordnet werden können, dass keine Zyklen entstehen. Die unabhängigen Kostenstellen, z. B. die Hilfskostenstellen werden der Stufe 0 zugeordnet, die Kostenstellen, die nur von Leistungen aus Vorkostenstellen der Stufe 0 abhängen, bilden die Stufe 1 usw. Die Ermittlung der Plantarife und die Plan- und Ist-Leistungsverrechnung erfolgen dann in der Reihenfolge dieser Verrechnungsstufen. Sobald zyklische Leistungsbeziehungen vorhanden sind, liefert dieses Verfahren keine exakte Lösung mehr.
- Das Gleichungsverfahren liefert auch dann ein exaktes Verfahren, wenn zyklische Leistungsbeziehungen vorhanden sind. Die innerbetrieblichen Verflechtungen werden mit Hilfe eines linearen Gleichungssystems oder einer Iteration mathematisch korrekt ermittelt.
- Das Deckungsverrechnungsverfahren erfordert eine vorherige Festlegung der Verrechnungssätze (= Kostensätze). Man muss zu diesem Zweck wissen, welche Verrechnungssätze wirtschaftlich angemessen sind. Es hat den Vorteil, dass die Wirtschaftlichkeit der aufzulösenden Kostenstellen erkennbar und eventuelle Ineffizienzen im Unternehmen identifiziert werden.

## Beispiel
Ein Unternehmen hat eine Kantine, die von den Mitarbeitern der Produktion zum Mittagessen genutzt wird. Auf der Hilfskostenstelle „Kantine“ fallen Primärkosten unter anderem in Form von Energiekosten, Lebensmittelkosten oder Personalkosten des Küchenpersonals an. Von diesen Primärkosten werden 20 % nicht durch die Menüpreise gedeckt und vom Arbeitgeber als freiwillige betriebliche Sozialleistungen („Essenszuschuss“) getragen. Deshalb werden diese 20 % auf der Hilfskostenstelle „Kantine“ als Sekundärkosten Kantinenkosten den anderen Kostenstellen (unter anderem der Hauptkostenstelle „Produktion“ und der Nebenkostenstelle „Nebenprodukte“) als innerbetriebliche Leistungsverrechnung belastet. Die Verrechnung erfolgt nicht nach effektiv verkauften Mahlzeiten, sondern pauschal nach der Anzahl Mitarbeiter pro Kostenstelle.

## Anwendung
Beispiele von Leistungsarten sind (Leistungseinheit in Klammern):
- Arbeitszeit [h],
- Anzahl Softwarelizenzen [Stück],
- Gesprächseinheiten (Telefon) [Stück],
- Raumnutzung [m²],
- Abteilungsleitung [MA].

Eine ILV ist exakt und kostengerecht, wenn die Kostenverrechnung den genauen (Ist-)Mengen der erbrachten Leistungen folgt. Im Weiteren muss aber auch der zur Kostenermittlung verwendete Kostensatz (Stundensatz) der Leistung angemessen sein. Der Kostenempfänger kann die Kostenbelastung aus ILV direkt beeinflussen, indem er die empfangene Leistungsmenge, d. h. den Kostentreiber beeinflusst. Er hat in der Regel jedoch keinen direkten Einfluss auf den Kostensatz, denn dieser wird durch Kostenfaktoren bestimmt, die auf der Seite der leistungserbringenden Kostenstelle zu verantworten sind.
Allenfalls kann ein Kostensatz innerhalb der Branche oder auch konzernintern mittels Benchmarkvergleich beurteilt werden. Wichtig ist dabei, dass die Zusammensetzung der Leistungskomponenten die in einer ILV verrechnet werden, von allen Beteiligten richtig verstanden wird. Hierzu sind neben dem Kostenstellenbericht auch eine entsprechende Dokumentation und Kommunikation wichtig. Werden die Struktur des verrechneten Kostensatzes und die damit abgedeckten Leistungen nicht richtig verstanden, kommt es leicht zu Missverständnissen und zu verkürzter Kritik.

## Wertansatz
Der Betrag der verrechneten Sekundärkosten bei bekannten Leistungsmengen einer bestimmten Leistungsart hängt vom Kostensatz der abgebenden Kostenstelle ab. Dabei ist zu unterscheiden, ob zum Plankostensatz oder zum Istkostensatz verrechnet wird.

## Standard-Kostensatz oder Ist-Kostensatz
Zur Verrechnung wird in der Regel ein Kostensatz verwendet, der aus einer Plankostenrechnung für das laufende Geschäftsjahr oder aus durchschnittlichen Istkosten und -mengen von vergangenen Geschäftsjahren ermittelt wird (Normalkostenrechnung). Dieser Kostensatz wird dann als Standard-Kostensatz vorgegeben.
Bei der Verrechnung zum Standard-Kostensatz treten auf der Kostenstelle Abweichungen (Kostenüberdeckung, Kostenunterdeckung) auf. Diese können analysiert und in eine Kostensatzabweichung und eine Mengenabweichung aufgespalten werden.
Alternativ oder zusätzlich kann der Ist-Kostensatz aus Istkosten und -mengen der laufenden Periode ermittelt werden. Dieser Kostensatz sorgt für eine vollständige Verrechnung. Er unterliegt jedoch aufgrund der kurzfristigen Variabilität von Istkosten und -mengen größeren Schwankungen und führt so in nachgelagerten Rechnungen (z. B. Deckungsbeitragsanalyse in der Ergebnisrechnung) zu Verzerrungen.
Sinnvoll ist deshalb allenfalls eine Istkostennachverrechnung. Hierbei werden die Istmengen zuerst mit dem Standard-Kostensatz verrechnet. Danach wird der Ist-Kostensatz der Periode ermittelt. Dann erfolgt eine nochmalige Leistungsverrechnung mit den gleichen Mengen, diesmal jedoch bewertet zum Differenzkostensatz.
{\displaystyle Differenzkostensatz=Istkostensatz-Standardkostensatz}.
Bei der Interpretation und Analyse ist darauf zu achten, dass der Kostenfluss in die entgegengesetzte Richtung läuft, wenn {\displaystyle Istkostensatz<Standardkostensatz} ist.